# Tatsuhiro Yonemitsu
Tatsuhiro Yonemitsu –en japonés: 米満 達弘, Yonemitsu Tatsuhiro– (Fujiyoshida, 5 de agosto de 1986) es un deportista japonés que compitió en lucha libre.
Participó en los Juegos Olímpicos de Londres 2012, obteniendo una medalla de oro en la categoría de 66 kg. En los Juegos Asiáticos de 2010 consiguió la medalla de oro en la misma categoría.
Ganó dos medallas en el Campeonato Mundial de Lucha, plata en 2011 y bronce en 2009, y una medalla de plata en el Campeonato Asiático de Lucha de 2009.

## Palmarés internacional
| Juegos Olímpicos    | Juegos Olímpicos      | Juegos Olímpicos  | Juegos Olímpicos |
| Año                 | Lugar                 | Medalla           | Categoría        |
| ------------------- | --------------------- | ----------------- | ---------------- |
| 2012                | Londres (Reino Unido) | Medalla de oro    | 66 kg            |
| Campeonato Mundial  |                       |                   |                  |
| Año                 | Lugar                 | Medalla           | Categoría        |
| 2009                | Herning (Dinamarca)   | Medalla de bronce | 66 kg            |
| 2011                | Estambul (Turquía)    | Medalla de plata  | 66 kg            |
| Juegos Asiáticos    |                       |                   |                  |
| Año                 | Lugar                 | Medalla           | Categoría        |
| 2010                | Cantón (China)        | Medalla de oro    | 66 kg            |
| Campeonato Asiático |                       |                   |                  |
| Año                 | Lugar                 | Medalla           | Categoría        |
| 2009                | Pattaya (Tailandia)   | Medalla de plata  | 66 kg            |